# Magna Carta... Holy Grail
| Recensione           | Giudizio |
| -------------------- | -------- |
| AllMusic             |          |
| Robert Christgau     | B+       |
| XXL                  |          |
| RapReviews           |          |
| PopMatters           |          |
| The New York Times   |          |
| NME                  |          |
| Q                    |          |
| Entertainment Weekly | C+       |
| Pitchfork            |          |
| Rolling Stone        |          |
| Spin                 |          |

Magna Carta... Holy Grail è il dodicesimo album del rapper statunitense Jay Z, pubblicato il 4 luglio 2013 inizialmente per il download gratuito per i possessori di dispositivi Samsung attraverso l'applicazione Magna Carta e successivamente l'8 luglio per il mercato mondiale dalla Roc-A-Fella Records e dalla Roc Nation, con distribuzione Universal. È l'ultimo album prodotto dalla Roc-A-Fella, che poi terminerà l'attività sostituita in pianta stabile dalla Roc Nation. Accolto con recensioni miste da parte della critica specializzata, totalizza un punteggio pari a 60/100 su Metacritic basato su 42 recensioni.
L'album è stato promosso tramite alcuni spot presentati dalla Samsung, ma senza alcun video ufficiale. L'album contiene featuring con Rick Ross, Justin Timberlake, Frank Ocean e la moglie Beyoncé. La produzione è stata affidata principalmente a Timbaland e Jerome "J-Roc" Harmon. Grazie all'acquisto da parte della Samsung di un milione di copie dell'album pagate 5 milioni di dollari, Magna Carta... Holy Grail è stato il primo disco nella storia della musica ad aver ottenuto la certificazione di disco di platino dalla Recording Industry Association of America lo stesso giorno dell'uscita.

## Tracce
1. Holy Grail (featuring Justin Timberlake) – 5:38 – The-Dream, Timbaland, J-Roc, No I.D. (prod. agg.)
2. Picasso Baby – 4:05 – Timbaland, J-Roc
3. Tom Ford – 3:09 – Timbaland, J-Roc
4. Fuckwithmeyouknowigotit (featuring Rick Ross) – 4:03 – Boi-1da, Vinylz, Timbaland (prod. agg.), J-Roc (prod. agg.)
5. Oceans (featuring Frank Ocean) – 3:57 – Pharrell Williams, Timbaland (prod. agg.)
6. F.U.T.W. – 4:02 – Timbaland, J-Roc
7. Somewhereinamerica – 2:28 – Hit-Boy, Hey DJ Camper, Mike Dean
8. Crown – 4:34 – WondaGurl, Travis Scott, Mike Dean
9. Heaven – 4:02 – Timbaland, J-Roc
10. Versus – 0:51 – Timbaland, Swizz Beatz
11. Part II (On the Run) (featuring Beyoncé) – 5:33 – Timbaland, J-Roc
12. Beach Is Better – 0:55 – Mike Will Made It, Marz (co-prod.)
13. BBC – 3:12 – Pharrell Williams
14. JAY Z Blue – 3:50 – Timbaland, J-Roc, Timberlake (prod. agg.)
15. La Familia – 3:33 – Timbaland, J-Roc
16. Nickels and Dimes – 5:03 – Hip Hop, M. Dean (prod. agg.)

Traccia bonus nell'edizione in vinile
1. Open Letter – 2:40 – Swizz Beatz, Timbaland (prod. agg.), J-Roc (prod. agg.)

Note
- Holy Grail presenta la voce aggiuntiva di Terius "The-Dream" Nash.
- Picasso Baby presenta le voci aggiuntive di The-Dream e Zofia Borucka Moreno.
- Tom Ford presenta la voce aggiuntiva di Third Ward Trill.
- Crown presenta la voce aggiuntiva di Travis Scott.
- Heaven presenta la voce aggiuntiva di Justin Timberlake.
- BBC presenta le voci aggiuntive di Nas, Third World Trill, Pharrell, Timbaland, Justin Timberlake e Swizz Beatz.
- JAY Z Blue presenta la voce aggiuntiva di Taffy.
- Open Letter presenta la voce aggiuntiva di Trey Songz

## Classifiche

### Classifiche settimanali
| Classifica (2013)         | Posizione massima |
| ------------------------- | ----------------- |
| Australia                 | 2                 |
| Austria                   | 14                |
| Belgio (Fiandre)          | 7                 |
| Belgio (Vallonia)         | 31                |
| Canada                    | 1                 |
| Danimarca                 | 2                 |
| Francia                   | 12                |
| Germania                  | 9                 |
| Finlandia                 | 17                |
| Italia                    | 23                |
| Norvegia                  | 2                 |
| Nuova Zelanda             | 2                 |
| Paesi Bassi               | 7                 |
| Regno Unito               | 4                 |
| UK R&B                    | 1                 |
| Spagna                    | 59                |
| Stati Uniti               | 1                 |
| US Top R&B/Hip-Hop Albums | 1                 |
| US Top Rap Albums         | 1                 |
| Svezia                    | 8                 |
| Svizzera                  | 1                 |

### Classifiche di fine anno
| Classifica (2013)         | Posizione massima |
| ------------------------- | ----------------- |
| Australia                 | 13                |
| Belgio (Fiandre)          | 85                |
| Belgio (Vallonia)         | 175               |
| Canada                    | 24                |
| Regno Unito               | 70                |
| Stati Uniti               | 12                |
| US Top R&B/Hip-Hop Albums | 4                 |
| US Top Rap Albums         | 2                 |
| Svezia                    | 90                |
| Svizzera                  | 67                |
| Classifica (2014)         | Posizione massima |
| US Top R&B/Hip-Hop Albums | 35                |
| US Top Rap Albums         | 19                |